# Revue place publique
Place Publique est une revue éditée depuis janvier 2007 par l'association Mémoire et débats dont le siège est à Nantes. C'est une revue trimestrielle de réflexions et de débats sur les questions contemporaines du bassin Nantes/Saint-Nazaire (estuaire de la Loire) fondé par  Thierry Guidet en 2007.
Initialement de parution bimestrielle, elle est devenue trimestrielle à partir de 2018. A partir de son  numéro 88, en décembre 2024, une nouvelle formule est mise en place, sous-titrée "La revue de territoire - Nantes et sa région".
La revue est indépendante et n'a aucun lien avec le parti politique homonyme, créé en 2018.

## Création
La fin du XXe siècle est une période de stagnation -voire de déclin- pour Nantes et sa région, conséquence de la disparition de ses activités industrielles portuaires et métallurgique (cf Économie de Nantes). Les années 1990 marquent le début d'une période de renouveau économique et culturel :
[Croissance de la population] signe le plus sûr de son pouvoir d'attraction et de sa confiance en elle-même. Son bouillonnement intellectuel attire les regards. On y crée des emplois, on y bâtit des logements et des bureaux et l'on continue d'y vivre dans un cadre naturel que bien des métropoles des régions les plus denses d'Europe nous envient.
Ce contexte, commun à d'autres métropoles, ouvre la nécessité -selon les termes du sociologue Jean Viard- de « réinventer la Cité » et suscite un vaste champ de débats et d'initiatives. L'association Mémoire et débats se constitue autour de cet objectif ; elle se donne pour objet : 
« De favoriser la réflexion et le débat sur l'histoire, l'identité et l'avenir du territoire identifié par l’estuaire de la Loire et le développement en son sein d’une métropole européenne, par l'édition d'une revue favorisant cette réflexion et ce débat (extrait des statuts). » 
Ses présidents sont successivement Jean-Joseph Régent (fondateur, 2006-2007), Jean-Claude Murgalé (2007-2015), Philippe Audic (2015-2024), Eric Warin (2024-...).
L'association porte la création de la revue Place Publique, dont la mission principale n'est pas d'apporter des informations, mais de « porter des regards distanciés, réfléchis sur l'actualité en privilégiant la raison à l'émotion, la durée sur l'instant, le texte sur l'image… ». La revue a un ancrage territorial autour de l'axe métropolitain Nantes - Saint-Nazaire : « La locomotive des Pays de la Loire, c'est la métropole Nantes - Saint-Nazaire (…). Je crois que ce sont les métropoles qui vont polariser les territoires. ». Elle est reconnue plus largement comme référence dans le domaine de l'urbanisme ; elle est considérée comme un acteur essentiel  « dans la construction d’une démocratie participative locale dans la communauté urbaine de Nantes».
En 2015, Franck Renaud succède comme rédacteur en chef au fondateur Thierry Guidet. A partir de l'automne 2024, le rédacteur en chef de la nouvelle formule est Arnaud Bénureau.

## Politique éditoriale
Le contenu de la revue est élaboré par un Comité de rédaction, composé d'intellectuels (universitaires, responsables territoriaux, architectes, urbanistes, journalistes) connus pour leurs travaux et leur indépendance d'esprit.
Les numéros 1 à 87 était structurés en sections :
- Le dossier dont le thème constitue l'accroche de la couverture

- Patrimoine qui traite des monuments, faits historiques, lieux de mémoires…

- Signes des Temps, qui regroupe des chroniques liées à l'actualité, des critiques de livres ou de disques...

- Contributions : articles soumis à la revue sur des sujets variés, en lien avec le territoire.

A partir du numéro 88, la nouvelle formule (voir infra) comporte de nouvelles rubriques autour d'un grand dossier qui est conservé comme accroche de couverture.
Pour illustrer les thématiques abordées par la revue, les dossiers traités en 2020 sont : N° 73 Municipales : les enjeux à Nantes et Saint-Nazaire ; N°74 Ces femmes qui font tourner la ville ; N°75 Le renouveau du vignoble, N°76 L'Afrique et nous, de la traite à aujourd'hui.
En octobre 2022, la revue dresse un panorama de la droite à Nantes et en Loire-Atlantique. En février 2023, la revue aborde la dégradation des services publics en Loire-Atlantique.
Par ailleurs, la revue publie chaque année de 2 à 4 hors-série sur des thèmes concernant des lieux (par exemple la carrière de Misery à Nantes), des territoires (comme « Le réveil du canal » sur le canal de Nantes à Brest), des organisations locales ou régionales (comme  « L'IRT Jules Verne - l'industrie du futur » ou des thèmes liés à des évènements ou colloques se tenant dans la région (comme « Stop à la consommation des terres » en collaboration avec le département de Loire-Atlantique).

## Autour de la revue
Autour des thèmes traités dans la revue, des activités et partenariats sont régulièrement organisés :
- Un cycle de conférences-débats Questions publiques[16], en partenariat avec le Conseil de Développement de Nantes et le Centre de Communication de l'Ouest - CCO, invitant des personnalités de tous horizons, françaises ou étrangères.
- L'agence d'urbanisme de la région nantaise (AURAN) est un partenaire pour l'accès à des bases de données géographiques et la publication de cahiers dédiés.
- Le journal Ouest-France reprend des éléments de dossiers de la revue, par exemple le dossier du N° 70 Qui sont les pauvres, où sont les pauvres ? [17].

Une revue Place Publique Rennes a été lancée en 2009, avec les mêmes maquette et politique éditoriale.
Les thèmes traités tout au long de l'existence de la revue constituent une encyclopédie de l'histoire, du patrimoine et de l'évolution de la région Nantes Saint-Nazaire, dont on trouve de multiples traces dans le Dictionnaire de Nantes.

## Évolution de la revue
Comme toute la presse, notamment d'opinion, l'équilibre de la revue est assuré avec l'aide de fonds publics. Depuis sa création en novembre 2006, Place publique a bénéficié du soutien financier des métropoles de Nantes et de Saint-Nazaire, du département de Loire-Atlantique et de la Région des Pays de la Loire ; soutien reconduit indépendamment des changements d'équipes politiques[réf. nécessaire].
Face à la difficulté d'équiliber les comptes, l’association Mémoire & Débats a suspendu la publication de la revue avec le 87ème numéro (octobre 2023) pour mettre en place une nouvelle formule avec un nouvel éditeur délégué (Nicolas Marc, éditeur de M Médias). Avec le soutien de Nantes Métropole et du département de Loire-Atlantique, le numéro 88 est paru le 1er décembre 2024 avec une nouvelle maquette et de nouvelles signatures qui ont rejoint le noyau historique de la rédaction. La revue, toujours trimestrielle, est désormais sous-titrée "La revue de territoire - Nantes et sa région". Au sommaire du numéro 88, on trouvera parmi de nouvelles rubriques, un grand dossier prospectif sur "Nantes dans 20 ans" et un entretien avec Jean Blaise, acteur incontournable de la culture nantaise.